# Paul Hüttig
Paul Gottfried Hüttig (* 20. Dezember 1865 in Leipzig; † 30. Dezember 1929 in Berlin) war ein deutscher Bildhauer.

## Leben und Wirken
Hüttig besuchte nach der Schulzeit die Dresdner Kunstakademie, wo er von 1884 bis 1888 ein Schüler von Ernst Hähnel war und sich mit Studienarbeiten an den akademischen Kunstausstellungen beteiligte. Danach arbeitete er als Bildhauer zunächst in Karlsruhe und unterstützte Hermann Volz bei dessen Sitzbild von Emanuel Geibel, das später in Lübeck aufgestellt wurde. Dann ging er nach Leipzig, wo er 1891 Mitglied in der Universitäts-Sängerschaft St. Pauli Leipzig wurde. Im Anschluss an eine Italienreise 1894/1895 zog er nach Friedenau bei Berlin, nachdem dort im ausgehenden 19. Jahrhundert eine Künstlerkolonie entstanden war. Zwischen 1897 und 1918 beschickte er mehrfach die Große Berliner Kunstausstellung. Er starb wenige Tage nach seinem 64. Geburtstag im Paul-Gerhardt-Stift in Berlin.

## Werke (Auswahl)
- Figur eines Faun mit Satyr
- Büste Universitätsmusikdirektor Hermann Langer für dessen Grab auf dem Alten Annenfriedhof
- Amor und Psyche
- 1900: Bismarckdenkmal in Zittau
- 1911: Der Schlaf, Marmorstatue